# Oktjabr'skij rajon (Circondario autonomo degli Chanty-Mansi-Jugra)
L'Oktjabr'skij rajon è un rajon (distretto) del Circondario autonomo degli Chanty-Mansi-Jugra, nella Russia siberiana.